# Bundestagswahlkreis Lahn-Dill
Der Wahlkreis Lahn-Dill (Wahlkreis 171, bis zur Bundestagswahl 2021 Wahlkreis 172) ist ein Bundestagswahlkreis in Hessen. Der Wahlkreis umfasst den Lahn-Dill-Kreis und die Gemeinden Biebertal und Wettenberg aus dem Landkreis Gießen. Bis 1979 trug der Wahlkreis den Namen Wetzlar.

## Wahlkreisgeschichte
| Wahl      | Wahlkreisname | Gebiet |
| --------- | ------------- | --- |
| 1949      | VII           | Landkreis Wetzlar, Dillkreis |
| 1953–1976 | 132 Wetzlar   | Landkreis Wetzlar, Dillkreis |
| 1980–1983 | 130 Lahn-Dill | - Lahn-Dill-Kreis - vom Landkreis Gießen - die Gemeinden Biebertal und Wettenberg - von der Gemeinde Gießen der Stadtteil Lützellinden |
| 1987–1998 | 130 Lahn-Dill | - Lahn-Dill-Kreis - vom Landkreis Gießen die Gemeinden Biebertal und Wettenberg                                                        |
| 2002–2005 | 174 Lahn-Dill | - Lahn-Dill-Kreis - vom Landkreis Gießen die Gemeinden Biebertal und Wettenberg                                                        |
| 2009      | 173 Lahn-Dill | - Lahn-Dill-Kreis - vom Landkreis Gießen die Gemeinden Biebertal und Wettenberg                                                        |
| 2013–2021 | 172 Lahn-Dill | - Lahn-Dill-Kreis - vom Landkreis Gießen die Gemeinden Biebertal und Wettenberg                                                        |

## Wahlkreisabgeordnete
| Wahl | Abgeordneter | Abgeordneter         | Partei | Stimmen in % |
| ---- | ------------ | -------------------- | ------ | ------------ |
| 1949 |              | Karl Gaul            | FDP    | 29,8         |
| 1953 |              | Wilhelm Reitz        | SPD    | 30,6         |
| 1957 | 37,8         | Wilhelm Reitz        | SPD    |              |
| 1961 | 45,2         | Wilhelm Reitz        | SPD    |              |
| 1965 | 47,8         | Wilhelm Reitz        | SPD    |              |
| 1969 |              | Helmut Kater         | SPD    | 49,9         |
| 1972 | 55,0         | Helmut Kater         | SPD    |              |
| 1976 |              | Klaus Daubertshäuser | SPD    | 47,2         |
| 1980 | 51,5         | Klaus Daubertshäuser | SPD    |              |
| 1983 |              | Christian Lenzer     | CDU    | 47,3         |
| 1987 |              | Klaus Daubertshäuser | SPD    | 47,3         |
| 1990 | 45,6         | Klaus Daubertshäuser | SPD    |              |
| 1994 |              | Erika Lotz           | SPD    | 44,8         |
| 1998 | 48,5         | Erika Lotz           | SPD    |              |
| 2002 | 46,9         | Erika Lotz           | SPD    |              |
| 2005 |              | Helga Lopez          | SPD    | 42,2         |
| 2009 |              | Sibylle Pfeiffer     | CDU    | 41,6         |
| 2013 | 48,1         | Sibylle Pfeiffer     | CDU    |              |
| 2017 |              | Hans-Jürgen Irmer    | CDU    | 38,3         |
| 2021 |              | Dagmar Schmidt       | SPD    | 33,1         |
| 2025 |              | Johannes Volkmann    | CDU    | 34,3         |

## Wahlergebnisse

### Bundestagswahl 2025
| Kandidaten                                            | Kandidaten                     | Parteien/Listen     | Erststimmen | Erststimmen | Zweitstimmen | Zweitstimmen |
| Kandidaten                                            | Kandidaten                     | Parteien/Listen     | Stimmen     | %           | Stimmen      | %            |
| ----------------------------------------------------- | ------------------------------ | ------------------- | ----------- | ----------- | ------------ | ------------ |
|                                                       | Dagmar Schmidt                 | SPD                 | 39.556      | 24,1        | 31.086       | 18,9         |
|                                                       | Johannes Volkmanngewählt im WK | CDU                 | 56.420      | 34,3        | 49.667       | 30,2         |
|                                                       | Jan Marien                     | GRÜNE               | 11.202      | 6,8         | 14.492       | 8,8          |
|                                                       | Carsten Seelmeyer              | FDP                 | 4.544       | 2,8         | 6.699        | 4,1          |
|                                                       | Klaus Niggemann                | AfD                 | 37.997      | 23,1        | 37.483       | 22,8         |
|                                                       | Tim-Christopher Sinkel         | Die Linke           | 8.678       | 5,3         | 10.932       | 6,6          |
|                                                       | Felix Müller                   | FREIE WÄHLER        | 3.807       | 2,3         | 2.415        | 1,5          |
|                                                       | —                              | Tierschutzpartei    | –           | –           | 2.252        | 1,4          |
|                                                       | —                              | Die PARTEI          | –           | –           | 1.023        | 0,6          |
|                                                       | Dominik Göwel                  | Volt                | 2.210       | 1,3         | 1.178        | 0,7          |
|                                                       | —                              | PdH                 | –           | –           | 123          | 0,1          |
|                                                       | —                              | MLPD                | –           | –           | 64           | 0,0          |
|                                                       | —                              | BÜNDNIS DEUTSCHLAND | –           | –           | 277          | 0,2          |
|                                                       | —                              | BSW                 | –           | –           | 7.007        | 4,3          |
| Gesamt                                                | Gesamt                         | Gesamt              | 164.414     | 100         | 164.698      | 100          |
|                                                       |                                |                     |             |             |              |              |
| Ungültige Stimmen                                     | Ungültige Stimmen              | Ungültige Stimmen   | 1.682       | 1,0         | 1.398        | 0,8          |
| Wähler                                                | Wähler                         | Wähler              | 166.096     | 81,6        | 166.096      | 81,6         |
| Wahlberechtigte                                       | Wahlberechtigte                | Wahlberechtigte     | 203.566     |             | 203.566      |              |
|                                                       |                                |                     |             |             |              |              |
| Quellen: Die Bundeswahlleiterin, Kandidaten – Stimmen |                                |                     |             |             |              |              |

### Bundestagswahl 2021
Die Bundestagswahl 2021 fand am Sonntag, den 26. September 2021, statt. Es haben sich 23 Parteien mit ihren Landeslisten in Hessen beworben.
| Gegenstand der Nachweisung | Gegenstand der Nachweisung                                         | Erst- stimmen | Erst- stimmen | Zweit- stimmen | Zweit- stimmen |
| Bewerber                   | Partei                                                             | Anzahl        | %             | Anzahl         | %              |
| -------------------------- | ------------------------------------------------------------------ | ------------- | ------------- | -------------- | -------------- |
| Wahlberechtigte            | Wahlberechtigte                                                    | 206.532       | 100,0         | 206.532        | 100,0          |
| Wähler                     | Wähler                                                             | 153.384       | 74,3          | 153.384        | 74,3           |
| Ungültige Stimmen          | Ungültige Stimmen                                                  | 2.339         | 1,5           | 1.984          | 1,3            |
| Gültige Stimmen            | Gültige Stimmen                                                    | 151.045       | 98,5          | 151.400        | 98,7           |
| davon                      |                                                                    |               |               |                |                |
| Hans-Jürgen Irmer          | CDU                                                                | 45.441        | 30,1          | 37.725         | 24,9           |
| Dagmar Schmidt             | SPD                                                                | 49.923        | 33,1          | 44.546         | 29,4           |
| Willi Wagner               | AfD                                                                | 15.816        | 10,5          | 17.513         | 11,6           |
| Carsten Seelmeyer          | FDP                                                                | 12.060        | 8,0           | 17.327         | 11,4           |
| Caroline Krohn             | GRÜNE                                                              | 13.754        | 9,1           | 16.957         | 11,2           |
| Christiane Ohnacker        | DIE LINKE                                                          | 4.756         | 3,1           | 5.102          | 3,4            |
|                            | Tierschutzpartei                                                   | -             | -             | 2.240          | 1,5            |
| Niklas Hartmann            | Die PARTEI                                                         | 2.417         | 1,6           | 1.636          | 1,1            |
| Karsten Stahl              | FREIE WÄHLER                                                       | 4.579         | 3,0           | 3.051          | 2,0            |
|                            | PIRATEN                                                            | -             | -             | 449            | 0,3            |
|                            | NPD                                                                | -             | -             | 382            | 0,3            |
|                            | ÖDP                                                                | -             | -             | 238            | 0,2            |
|                            | V-Partei³                                                          | -             | -             | 118            | 0,1            |
|                            | MLPD                                                               | -             | -             | 17             | 0,0            |
|                            | DKP                                                                | -             | -             | 74             | 0,0            |
| Heiko Schuster             | dieBasis                                                           | 2.040         | 1,4           | 1.946          | 1,3            |
|                            | Bündnis C                                                          | -             | -             | 524            | 0,3            |
|                            | diePinken/BÜNDNIS21                                                | -             | -             | 39             | 0,0            |
|                            | LKR                                                                | -             | -             | 39             | 0,0            |
|                            | Die Humanisten                                                     | -             | -             | 119            | 0,1            |
|                            | Gesundheitsforschung                                               | -             | -             | 239            | 0,2            |
|                            | Team Todenhöfer                                                    | -             | -             | 720            | 0,5            |
|                            | Volt                                                               | -             | -             | 399            | 0,3            |
| Manuel Haunsner            | Einzelbewerber (Transparent, Nah am Bürger, Treu den Wähler (TNT)) | 259           | 0,2           | -              | -              |

### Bundestagswahl 2017
Die Bundestagswahl 2017 findet am Sonntag, den 24. September 2017, statt. In Hessen haben sich 20 Parteien mit ihrer Landesliste beworben. Die Allianz Deutscher Demokraten zog ihre Bewerbung zurück. Die Violetten wurde vom Landeswahlausschuss zurückgewiesen, da nicht die erforderlichen zweitausend Unterschriften zur Unterstützung vorgelegt wurden. Somit bewerben sich 18 Parteien mit ihren Landeslisten in Hessen. Auf den Landeslisten kandidieren insgesamt 353 Bewerber, davon nicht ganz ein Drittel (114) Frauen.
| Gegenstand der Nachweisung | Gegenstand der Nachweisung | Erst- stimmen | Erst- stimmen | Zweit- stimmen | Zweit- stimmen |
| Bewerber                   | Partei                     | Anzahl        | %             | Anzahl         | %              |
| -------------------------- | -------------------------- | ------------- | ------------- | -------------- | -------------- |
| Wahlberechtigte            | Wahlberechtigte            | 208.740       | 100           | 208.740        | 100            |
| Wähler                     | Wähler                     | 155.058       | 74,3          | 155.058        | 74,3           |
| Ungültige Stimmen          | Ungültige Stimmen          | 2.515         | 1,6           | 2.263          | 1,5            |
| Gültige Stimmen            | Gültige Stimmen            | 152.543       | 98,4          | 152.795        | 98,5           |
| davon                      |                            |               |               |                |                |
| Hans-Jürgen Irmer          | CDU                        | 58.418        | 38,3          | 51.125         | 33,5           |
| Dagmar Schmidt             | SPD                        | 45.371        | 29,7          | 37.791         | 24,7           |
| Thorben Sämann             | GRÜNE                      | 8.909         | 5,8           | 10.768         | 7              |
| Tamina Veit                | DIE LINKE                  | 7.116         | 4,7           | 10.210         | 6,7            |
| Willi Wagner               | AfD                        | 17.872        | 11,7          | 20.930         | 13,7           |
| Carsten Seelmeyer          | FDP                        | 9.590         | 6,3           | 14.818         | 9,7            |
|                            | PIRATEN                    | -             | -             | 534            | 0,3            |
| Thomas Hantusch            | NPD                        | 773           | 0,5           | 897            | 0,6            |
| Engin Eroglu               | FREIE WÄHLER               | 1.789         | 1,2           | 1.564          | 1              |
| Dominic Harapat            | Die PARTEI                 | 2.024         | 1,3           | 1.429          | 0,9            |
|                            | Büso                       | -             | -             | 31             | 0              |
|                            | MLPD                       | -             | -             | 40             | 0              |
|                            | BGE                        | -             | -             | 234            | 0,2            |
|                            | DKP                        | -             | -             | 54             | 0              |
|                            | DM                         | -             | -             | 399            | 0,3            |
|                            | ÖDP                        | -             | -             | 361            | 0,2            |
|                            | Tierschutzpartei           | -             | -             | 1.437          | 0,9            |
|                            | V-Partei³                  | -             | -             | 173            | 0,1            |
| Hans-Odo Sattler           | Einzelbewerber             | 681           | 0,4           | -              | -              |

### Bundestagswahl 2013
Die Bundestagswahl 2013 fand am Sonntag, dem 22. September 2013, zusammen mit der Landtagswahl in Hessen 2013, statt. In Hessen haben sich 16 Parteien um einen Listenplatz beworben. Die ödp hat ihre Liste zurückgezogen. Somit stehen 15 Parteien landesweit zur Wahl.
Die zugelassenen Landeslisten sind in der Reihenfolge aufgelistet, wie sie auf dem Stimmzettel aufgeführt werden.
| Direktkandidat                | Partei                         | Erststimmen in % | Zweitstimmen in %      |
| ----------------------------- | ------------------------------ | ---------------- | ---------------------- |
| Sibylle Luise Gisela Pfeiffer | CDU                            | 48,1             | 41,8                   |
| Dagmar Schmidt                | SPD                            | 34,5             | 30,3                   |
| Wolfgang Berns                | FDP                            | 2,1              | 4,4                    |
| Priska Margarete Hinz         | Bündnis 90/Die Grünen          | 6,1              | 7,4                    |
| Hans-Horst Knies              | Die Linke                      | 4,6              | 5,2                    |
| Horst Weintraut               | Piratenpartei                  | 2,3              | 1,8                    |
| Thomas Hantusch               | NPD                            | 2,0              | 1,6                    |
| –                             | Die Republikaner               | –                | 0,2                    |
| –                             | BüSo                           | –                | 0,0                    |
| –                             | MLPD                           | –                | 0,0                    |
| –                             | AfD                            | –                | 5,8                    |
| –                             | Bürgerbewegung pro Deutschland | –                | 0,1                    |
| –                             | Freie Wähler                   | –                | 0,9                    |
| –                             | Die PARTEI                     | –                | 0,4                    |
| –                             | PSG                            | –                | 0,0                    |
| Andreas Rentzos               | Keinen von da oben             | 0,4              | – nur Direktkandidatur |

### Bundestagswahl 2009
| Gegenstand der Nachweisung | Gegenstand der Nachweisung | Erst- stimmen | Erst- stimmen | Zweit- stimmen | Zweit- stimmen |
| Bewerber                   | Partei                     | Anzahl        | %             | Anzahl         | %              |
| -------------------------- | -------------------------- | ------------- | ------------- | -------------- | -------------- |
| Wahlberechtigte            | Wahlberechtigte            | 212.611       | 100,0         | 212.611        | 100,0          |
| Wähler                     | Wähler                     | 147.952       | 69,6          | 147.952        | 69,6           |
| Ungültige Stimmen          | Ungültige Stimmen          | 3.104         | 2,1           | 2.730          | 1,8            |
| Gültige Stimmen            | Gültige Stimmen            | 144.848       | 100,0         | 145.222        | 100,0          |
| davon                      |                            |               |               |                |                |
| Dagmar Schmidt             | SPD                        | 47.897        | 33,1          | 40.485         | 27,9           |
| Sibylle Pfeiffer           | CDU                        | 60.214        | 41,6          | 50.391         | 34,7           |
| Wolfgang Berns             | FDP                        | 12.968        | 9,0           | 21.137         | 14,6           |
| Priska Margarete Hinz      | GRÜNE                      | 11.032        | 7,6           | 13.382         | 9,2            |
| Nerman Göktas              | DIE LINKE                  | 9.815         | 6,8           | 12.133         | 8,4            |
| Thorsten Groß              | NPD                        | 2.922         | 2,0           | 2.236          | 1,5            |
|                            | REP                        | –             | –             | 741            | 0,5            |
|                            | Die Tierschutzpartei       | –             | –             | 1.431          | 1,0            |
|                            | BüSo                       | –             | –             | 147            | 0,1            |
|                            | MLPD                       | –             | –             | 40             | 0,0            |
|                            | DVU                        | –             | –             | 127            | 0,1            |
|                            | PIRATEN                    | –             | –             | 2.972          | 2,0            |

### Bundestagswahl 2005
| Gegenstand der Nachweisung | Gegenstand der Nachweisung | Erst- stimmen | Erst- stimmen | Zweit- stimmen | Zweit- stimmen |
| Bewerber                   | Partei                     | Anzahl        | %             | Anzahl         | %              |
| -------------------------- | -------------------------- | ------------- | ------------- | -------------- | -------------- |
| Wahlberechtigte            | Wahlberechtigte            | 212.485       | 100,0         | 212.485        | 100,0          |
| Wähler                     | Wähler                     | 160.766       | 75,7          | 160.766        | 75,7           |
| Ungültige Stimmen          | Ungültige Stimmen          | 3.638         | 2,3           | 3.678          | 2,3            |
| Gültige Stimmen            | Gültige Stimmen            | 157.128       | 100,0         | 157.088        | 100,0          |
| davon                      |                            |               |               |                |                |
| Helga Lopez                | SPD                        | 66.250        | 42,2          | 58.583         | 37,3           |
| Sibylle Pfeiffer           | CDU                        | 63.801        | 40,6          | 54.175         | 34,5           |
| Priska Margarete Hinz      | GRÜNE                      | 6.959         | 4,4           | 11.793         | 7,5            |
| Sigrid Kornmann            | FDP                        | 7.130         | 4,5           | 16.852         | 10,7           |
| Joachim Kaufhold-Hausotter | Die Linke.                 | 7.321         | 4,7           | 9.014          | 5,7            |
|                            | REP                        | –             | –             | 1.378          | 0,9            |
|                            | Die Tierschutzpartei       | –             | –             | 1.296          | 0,8            |
| Doris Zutt                 | NPD                        | 3.648         | 2,3           | 3.053          | 1,9            |
|                            | GRAUE                      | –             | –             | 555            | 0,4            |
|                            | BüSo                       | –             | –             | 123            | 0,1            |
|                            | MLPD                       | –             | –             | 51             | 0,0            |
|                            | PSG                        | –             | –             | 215            | 0,1            |
| Erwin Bunk                 | PBC                        | 2.019         | 1,3           | –              | –              |

### Bundestagswahl 2002
| Gegenstand der Nachweisung | Gegenstand der Nachweisung | Erst- stimmen | Erst- stimmen | Zweit- stimmen | Zweit- stimmen |
| Bewerber                   | Partei                     | Anzahl        | %             | Anzahl         | %              |
| -------------------------- | -------------------------- | ------------- | ------------- | -------------- | -------------- |
| Wahlberechtigte            | Wahlberechtigte            | 211.863       | 100,0         | 211.863        | 100,0          |
| Wähler                     | Wähler                     | 163.741       | 77,3          | 163.741        | 77,3           |
| Ungültige Stimmen          | Ungültige Stimmen          | 3.404         | 2,1           | 3.216          | 2,0            |
| Gültige Stimmen            | Gültige Stimmen            | 160.337       | 100,0         | 160.525        | 100,0          |
| davon                      |                            |               |               |                |                |
| Erika Lotz                 | SPD                        | 75.184        | 46,9          | 67.165         | 41,8           |
| Sibylle Pfeiffer           | CDU                        | 65.990        | 41,2          | 61.847         | 38,5           |
| Maria Schelberg            | GRÜNE                      | 6.473         | 4,0           | 11.781         | 7,3            |
| Sigrid Kornmann            | FDP                        | 8.692         | 5,4           | 12.223         | 7,6            |
|                            | REP                        | –             | –             | 1.247          | 0,8            |
| Mona Weber                 | PDS                        | 1.475         | 0,9           | 1.625          | 1,0            |
|                            | Die Tierschutzpartei       | –             | –             | 760            | 0,5            |
| Doris Zutt                 | NPD                        | 2.523         | 1,6           | 1.253          | 0,8            |
|                            | GRAUE                      | –             | –             | 182            | 0,1            |
|                            | PBC                        | –             | –             | 1.177          | 0,7            |
|                            | CM                         | –             | –             | 178            | 0,1            |
|                            | ödp                        | –             | –             | 121            | 0,1            |
|                            | BüSo                       | –             | –             | 22             | 0,0            |
|                            | Schill                     | –             | –             | 944            | 0,6            |

### Bundestagswahl 1998
| Gegenstand der Nachweisung | Gegenstand der Nachweisung | Erst- stimmen | Erst- stimmen | Zweit- stimmen | Zweit- stimmen |
| Bewerber                   | Partei                     | Anzahl        | %             | Anzahl         | %              |
| -------------------------- | -------------------------- | ------------- | ------------- | -------------- | -------------- |
| Wahlberechtigte            | Wahlberechtigte            | 210.229       | 100,0         | 210.229        | 100,0          |
| Wähler                     | Wähler                     | 171.897       | 81,8          | 171.897        | 81,8           |
| Ungültige Stimmen          | Ungültige Stimmen          | 2.750         | 1,6           | 2.517          | 1,5            |
| Gültige Stimmen            | Gültige Stimmen            | 169.147       | 100,0         | 169.380        | 100,0          |
| davon                      |                            |               |               |                |                |
| Sibylle Pfeiffer           | CDU                        | 64.447        | 38,1          | 57.725         | 34,1           |
| Erika Lotz                 | SPD                        | 82.091        | 48,5          | 75.104         | 44,3           |
| Manfred Rompf              | GRÜNE                      | 6.115         | 3,6           | 9.451          | 5,6            |
| Sigrid Kornmann            | F.D.P.                     | 4.845         | 2,9           | 11.604         | 6,9            |
| Wolfgang Weber             | PDS                        | 1.729         | 1,0           | 2.049          | 1,2            |
|                            | APPD                       | –             | –             | 147            | 0,1            |
|                            | BüSo                       | –             | –             | 42             | 0,0            |
| Hans-Georg Kreck           | BFB – Die Offensive        | 1.252         | 0,7           | 963            | 0,6            |
|                            | Chance 2000                | –             | –             | 92             | 0,1            |
|                            | CM                         | –             | –             | 179            | 0,1            |
|                            | DVU                        | –             | –             | 1.805          | 1,1            |
|                            | GRAUE                      | –             | –             | 260            | 0,2            |
| Jörg Braun                 | REP                        | 5.151         | 3,0           | 4.880          | 2,9            |
|                            | DIE FRAUEN                 | –             | –             | 106            | 0,1            |
|                            | Pro DM                     | –             | –             | 1.623          | 1,0            |
|                            | Die Tierschutzpartei       | –             | –             | 494            | 0,3            |
| Doris Zutt                 | NPD                        | 2.236         | 1,3           | 1.681          | 1,0            |
|                            | NATURGESETZ                | –             | –             | 89             | 0,1            |
|                            | ödp                        | –             | –             | 98             | 0,1            |
| Klaus Sydow                | PBC                        | 1.281         | 0,8           | 962            | 0,6            |
|                            | PSG                        | –             | –             | 26             | 0,0            |

### Bundestagswahl 1994
| Gegenstand der Nachweisung | Gegenstand der Nachweisung | Erst- stimmen | Erst- stimmen | Zweit- stimmen | Zweit- stimmen |
| Bewerber                   | Partei                     | Anzahl        | %             | Anzahl         | %              |
| -------------------------- | -------------------------- | ------------- | ------------- | -------------- | -------------- |
| Wahlberechtigte            | Wahlberechtigte            | 209.195       | 100,0         | 209.195        | 100,0          |
| Wähler                     | Wähler                     | 164.010       | 78,4          | 164.010        | 78,4           |
| Ungültige Stimmen          | Ungültige Stimmen          | 2.220         | 1,4           | 2.171          | 1,3            |
| Gültige Stimmen            | Gültige Stimmen            | 161.790       | 100,0         | 161.839        | 100,0          |
| davon                      |                            |               |               |                |                |
| Christian Lenzer           | CDU                        | 69.945        | 43,2          | 62.316         | 38,5           |
| Erika Lotz                 | SPD                        | 72.533        | 44,8          | 68.945         | 42,6           |
| Willi Müller               | F.D.P.                     | 4.754         | 2,9           | 12.269         | 7,6            |
| Manfred Rompf              | GRÜNE                      | 8.523         | 5,3           | 10.368         | 6,4            |
| Karlheinz Krenzer          | REP                        | 4.219         | 2,6           | 4.256          | 2,6            |
| Manfred Haupt              | PDS                        | 839           | 0,5           | 1.180          | 0,7            |
|                            | Solidarität                | –             | –             | 67             | 0,0            |
|                            | DIE GRAUEN                 | –             | –             | 564            | 0,3            |
|                            | NATURGESETZ                | –             | –             | 318            | 0,2            |
|                            | MLPD                       | –             | –             | 27             | 0,0            |
|                            | ÖDP                        | –             | –             | 287            | 0,2            |
| Klaus Sydow                | PBC                        | 977           | 0,6           | 1.242          | 0,8            |

### Bundestagswahl 1990
| Gegenstand der Nachweisung | Gegenstand der Nachweisung | Erst- stimmen | Erst- stimmen | Zweit- stimmen | Zweit- stimmen |
| Bewerber                   | Partei                     | Anzahl        | %             | Anzahl         | %              |
| -------------------------- | -------------------------- | ------------- | ------------- | -------------- | -------------- |
| Wahlberechtigte            | Wahlberechtigte            | 206.247       | 100,0         | 206.247        | 100,0          |
| Wähler                     | Wähler                     | 161.317       | 78,2          | 161.317        | 78,2           |
| Ungültige Stimmen          | Ungültige Stimmen          | 2.131         | 1,3           | 1.556          | 1,0            |
| Gültige Stimmen            | Gültige Stimmen            | 159.186       | 100,0         | 159.761        | 100,0          |
| davon                      |                            |               |               |                |                |
| Christian Lenzer           | CDU                        | 67.091        | 42,1          | 63.365         | 39,7           |
| Klaus Daubertshäuser       | SPD                        | 72.559        | 45,6          | 67.750         | 42,4           |
| Klaus-Dieter Grothe        | GRÜNE                      | 7.595         | 4,8           | 6.586          | 4,1            |
| Gabriele Mirsal            | F.D.P.                     | 9.435         | 5,9           | 15.672         | 9,8            |
|                            | DIE GRAUEN                 | –             | –             | 1.140          | 0,7            |
|                            | REP                        | –             | –             | 3.114          | 1,9            |
| Alfred Zutt                | NPD                        | 2.506         | 1,6           | 1.241          | 0,8            |
|                            | ÖDP                        | –             | –             | 569            | 0,4            |
|                            | PDS                        | –             | –             | 324            | 0,2            |

### Bundestagswahl 1987
| Gegenstand der Nachweisung  | Gegenstand der Nachweisung | Erst- stimmen | Erst- stimmen | Zweit- stimmen | Zweit- stimmen |
| Bewerber                    | Partei                     | Anzahl        | %             | Anzahl         | %              |
| --------------------------- | -------------------------- | ------------- | ------------- | -------------- | -------------- |
| Wahlberechtigte             | Wahlberechtigte            | 200.734       | 100,0         | 200.734        | 100,0          |
| Wähler                      | Wähler                     | 167.619       | 83,5          | 167.619        | 83,5           |
| Ungültige Stimmen           | Ungültige Stimmen          | 1.729         | 1,0           | 1.504          | 0,9            |
| Gültige Stimmen             | Gültige Stimmen            | 165.890       | 100,0         | 166.115        | 100,0          |
| davon                       |                            |               |               |                |                |
| Christian Lenzer            | CDU                        | 70.990        | 42,8          | 65.600         | 39,5           |
| Klaus Daubertshäuser        | SPD                        | 78.431        | 47,3          | 73.250         | 44,1           |
| Joachim Schmidt             | F.D.P.                     | 6.006         | 3,6           | 13.243         | 8,0            |
| Hans Georg Wolfgang Gebhard | GRÜNE                      | 8.914         | 5,4           | 11.588         | 7,0            |
|                             | FRAUEN                     | –             | –             | 385            | 0,2            |
|                             | MLPD                       | –             | –             | 50             | 0,0            |
| Ludwig Hermann Rupert Palm  | NPD                        | 1.549         | 0,9           | 1.534          | 0,9            |
|                             | ÖDP                        | –             | –             | 390            | 0,2            |
|                             | Patrioten                  | –             | –             | 75             | 0,0            |

### Bundestagswahl 1983
| Gegenstand der Nachweisung | Gegenstand der Nachweisung | Erst- stimmen | Erst- stimmen | Zweit- stimmen | Zweit- stimmen |
| Bewerber                   | Partei                     | Anzahl        | %             | Anzahl         | %              |
| -------------------------- | -------------------------- | ------------- | ------------- | -------------- | -------------- |
| Wahlberechtigte            | Wahlberechtigte            | 196.632       | 100,0         | 196.632        | 100,0          |
| Wähler                     | Wähler                     | 173.198       | 88,1          | 173.198        | 88,1           |
| Ungültige Stimmen          | Ungültige Stimmen          | 1.409         | 0,8           | 1.246          | 0,7            |
| Gültige Stimmen            | Gültige Stimmen            | 171.789       | 100,0         | 171.952        | 100,0          |
| davon                      |                            |               |               |                |                |
| Klaus Daubertshäuser       | SPD                        | 79.866        | 46,5          | 75.941         | 44,2           |
| Christian Lenzer           | CDU                        | 81.228        | 47,3          | 75.765         | 44,1           |
| Friedel Rinn               | F.D.P.                     | 4.060         | 2,4           | 11.518         | 6,7            |
| Hermann Ulm                | DKP                        | 320           | 0,2           | 264            | 0,2            |
| Margarete Schmidt-Gallhoff | GRÜNE                      | 5.749         | 3,3           | 7.877          | 4,6            |
|                            | EAP                        | –             | –             | 68             | 0,0            |
| Paul Heinrich Löding       | NPD                        | 566           | 0,3           | 519            | 0,3            |

### Bundestagswahl 1980
| Gegenstand der Nachweisung | Gegenstand der Nachweisung | Erst- stimmen | Erst- stimmen | Zweit- stimmen | Zweit- stimmen |
| Bewerber                   | Partei                     | Anzahl        | %             | Anzahl         | %              |
| -------------------------- | -------------------------- | ------------- | ------------- | -------------- | -------------- |
| Wahlberechtigte            | Wahlberechtigte            | 193.011       | 100,0         | 193.011        | 100,0          |
| Wähler                     | Wähler                     | 170.456       | 88,3          | 170.456        | 88,3           |
| Ungültige Stimmen          | Ungültige Stimmen          | 1.641         | 1,0           | 1.472          | 0,9            |
| Gültige Stimmen            | Gültige Stimmen            | 168.815       | 100,0         | 168.984        | 100,0          |
| davon                      |                            |               |               |                |                |
| Klaus Daubertshäuser       | SPD                        | 86.942        | 51,5          | 83.425         | 49,4           |
| Christian Lenzer           | CDU                        | 67.743        | 40,1          | 65.763         | 38,9           |
| Wolfram Dette              | F.D.P.                     | 10.810        | 6,4           | 16.795         | 9,9            |
| Hermann Ulm                | DKP                        | 385           | 0,2           | 282            | 0,2            |
| Peter Kirchschlager        | GRÜNE                      | 2.846         | 1,7           | 2.314          | 1,4            |
|                            | EAP                        | –             | –             | 37             | 0,0            |
| Bernd Lang                 | KBW                        | 89            | 0,1           | 49             | 0,0            |
|                            | NPD                        | –             | –             | 302            | 0,2            |
|                            | V                          | –             | –             | 17             | 0,0            |

### Bundestagswahl 1976
| Gegenstand der Nachweisung | Gegenstand der Nachweisung | Erst- stimmen | Erst- stimmen | Zweit- stimmen | Zweit- stimmen |
| Bewerber                   | Partei                     | Anzahl        | %             | Anzahl         | %              |
| -------------------------- | -------------------------- | ------------- | ------------- | -------------- | -------------- |
| Wahlberechtigte            | Wahlberechtigte            | 189.466       | 100,0         | 189.466        | 100,0          |
| Wähler                     | Wähler                     | 173.496       | 9,6           | 173.496        | 9,6            |
| Ungültige Stimmen          | Ungültige Stimmen          | 1.546         | 0,9           | 1.324          | 0,8            |
| Gültige Stimmen            | Gültige Stimmen            | 171.950       | 100,0         | 172.172        | 100,0          |
| davon                      |                            |               |               |                |                |
| Klaus Daubertshäuser       | SPD                        | 81.196        | 47,2          | 82.373         | 47,8           |
| Christian Lenzer           | CDU                        | 74.180        | 43,1          | 74.243         | 43,1           |
| Barbara Lüdemann           | F.D.P.                     | 14.987        | 8,7           | 14.048         | 8,2            |
|                            | AUD                        | –             | –             | 75             | 0,0            |
|                            | AVP                        | –             | –             | 21             | 0,0            |
| Hermann Ulm                | DKP                        | 699           | 0,4           | 556            | 0,3            |
|                            | EAP                        | –             | –             | 20             | 0,0            |
|                            | KPD                        | –             | –             | 88             | 0,1            |
| Karl-Heinz Unverzagt       | KBW                        | 196           | 0,1           | 109            | 0,1            |
| Paul Löding                | NPD                        | 692           | 0,4           | 639            | 0,4            |

### Bundestagswahl 1972
| Gegenstand der Nachweisung | Gegenstand der Nachweisung | Erst- stimmen | Erst- stimmen | Zweit- stimmen | Zweit- stimmen |
| Bewerber                   | Partei                     | Anzahl        | %             | Anzahl         | %              |
| -------------------------- | -------------------------- | ------------- | ------------- | -------------- | -------------- |
| Wahlberechtigte            | Wahlberechtigte            | 181.355       | 100,0         | 181.355        | 100,0          |
| Wähler                     | Wähler                     | 164.179       | 90,5          | 164.179        | 90,5           |
| Ungültige Stimmen          | Ungültige Stimmen          | 1.327         | 0,8           | 1.102          | 0,7            |
| Gültige Stimmen            | Gültige Stimmen            | 162.852       | 100,0         | 163.077        | 100,0          |
| davon                      |                            |               |               |                |                |
| Helmut Kater               | SPD                        | 89.517        | 55,0          | 81.929         | 50,2           |
| Christian Lenzer           | CDU                        | 61.574        | 37,8          | 61.034         | 37,4           |
| Barbara Lüdemann           | F.D.P.                     | 10.184        | 6,3           | 18.390         | 11,3           |
| Werner Petschick           | DKP                        | 666           | 0,4           | 565            | 0,3            |
|                            | EFP                        | –             | –             | 136            | 0,1            |
| Paul Löding                | NPD                        | 911           | 0,6           | 1.023          | 0,6            |

### Bundestagswahl 1969
| Gegenstand der Nachweisung | Gegenstand der Nachweisung | Erst- stimmen | Erst- stimmen | Zweit- stimmen | Zweit- stimmen |
| Bewerber                   | Partei                     | Anzahl        | %             | Anzahl         | %              |
| -------------------------- | -------------------------- | ------------- | ------------- | -------------- | -------------- |
| Wahlberechtigte            | Wahlberechtigte            | 169.536       | 100,0         | 169.536        | 100,0          |
| Wähler                     | Wähler                     | 147.172       | 86,8          | 147.172        | 86,8           |
| Ungültige Stimmen          | Ungültige Stimmen          | 2.906         | 2,0           | 2.726          | 1,9            |
| Gültige Stimmen            | Gültige Stimmen            | 144.266       | 100,0         | 144.446        | 100,0          |
| davon                      |                            |               |               |                |                |
| Helmut Kater               | SPD                        | 71.943        | 49,9          | 70.009         | 48,5           |
| Christian Lenzer           | CDU                        | 55.417        | 38,4          | 54.036         | 37,4           |
| Eberhard Renfordt          | FDP                        | 9.706         | 6,7           | 9.874          | 6,8            |
| Karl Wagner                | ADF                        | 808           | 0,6           | 717            | 0,5            |
|                            | EP                         | –             | –             | 197            | 0,1            |
|                            | GPD                        | –             | –             | 1.877          | 1,3            |
| Felix Buck                 | NPD                        | 6.392         | 4,4           | 7.736          | 5,4            |

### Bundestagswahl 1965
| Gegenstand der Nachweisung | Gegenstand der Nachweisung | Erst- stimmen | Erst- stimmen | Zweit- stimmen | Zweit- stimmen |
| Bewerber                   | Partei                     | Anzahl        | %             | Anzahl         | %              |
| -------------------------- | -------------------------- | ------------- | ------------- | -------------- | -------------- |
| Wahlberechtigte            | Wahlberechtigte            | 168.156       | 100,0         | 168.156        | 100,0          |
| Wähler                     | Wähler                     | 145.642       | 86,6          | 145.642        | 86,6           |
| Ungültige Stimmen          | Ungültige Stimmen          | 4.028         | 2,8           | 4.684          | 3,2            |
| Gültige Stimmen            | Gültige Stimmen            | 141.614       | 100,0         | 140.958        | 100,0          |
| davon                      |                            |               |               |                |                |
| Wilhelm Reitz              | SPD                        | 67.754        | 47,8          | 64.560         | 45,8           |
| Christian Lenzer           | CDU                        | 52.619        | 37,2          | 50.918         | 36,1           |
| Klaus Dörrbecker           | FDP                        | 14.304        | 10,1          | 16.923         | 12,0           |
|                            | AUD                        | –             | –             | 140            | 0,1            |
| Richard Braas              | DFU                        | 1.778         | 1,3           | 2.143          | 1,5            |
| Kurt Bandße                | NPD                        | 5.159         | 3,6           | 6.274          | 4,5            |

### Bundestagswahl 1961
| Gegenstand der Nachweisung | Gegenstand der Nachweisung | Erst- stimmen | Erst- stimmen | Zweit- stimmen | Zweit- stimmen |
| Bewerber                   | Partei                     | Anzahl        | %             | Anzahl         | %              |
| -------------------------- | -------------------------- | ------------- | ------------- | -------------- | -------------- |
| Wahlberechtigte            | Wahlberechtigte            | 163.060       | 100,0         | 163.060        | 100,0          |
| Wähler                     | Wähler                     | 143.079       | 87,7          | 143.079        | 88,7           |
| Ungültige Stimmen          | Ungültige Stimmen          | 4.862         | 3,4           | 7.023          | 4,9            |
| Gültige Stimmen            | Gültige Stimmen            | 138.217       | 100,0         | 136.056        | 100,0          |
| davon                      |                            |               |               |                |                |
| Christian Vogel            | CDU                        | 38.993        | 28,2          | 37.028         | 27,2           |
| Wilhelm Reitz              | SPD                        | 62.506        | 45,2          | 60.365         | 44,4           |
| Eberhard von Oettingen     | FDP                        | 25.864        | 18,7          | 26.660         | 19,6           |
| Georg Moeller              | GDP (DP-BHE)               | 8.663         | 6,3           | 8.915          | 6,6            |
| Johanna Förster            | DFU                        | 2.191         | 1,6           | 2.470          | 1,8            |
|                            | DRP                        | –             | –             | 618            | 0,5            |

### Bundestagswahl 1957
| Gegenstand der Nachweisung | Gegenstand der Nachweisung | Erst- stimmen | Erst- stimmen | Zweit- stimmen | Zweit- stimmen |
| Bewerber                   | Partei                     | Anzahl        | %             | Anzahl         | %              |
| -------------------------- | -------------------------- | ------------- | ------------- | -------------- | -------------- |
| Wahlberechtigte            | Wahlberechtigte            | 154.039       | 100,0         | 154.039        | 100,0          |
| Wähler                     | Wähler                     | 134.014       | 87,0          | 134.014        | 87,0           |
| Ungültige Stimmen          | Ungültige Stimmen          | 4.442         | 3,3           | 7.136          | 5,3            |
| Gültige Stimmen            | Gültige Stimmen            | 129.572       | 100,0         | 126.878        | 100,0          |
| davon                      |                            |               |               |                |                |
| Wilhelm Reitz              | SPD                        | 48.938        | 37,8          | 47.033         | 37,1           |
| Gerhard Wolfrum            | CDU                        | 48.095        | 37,1          | 46.098         | 36,3           |
| Ernst Schauss              | FDP                        | 13.330        | 10,3          | 13.500         | 10,6           |
| Walter Preißler            | GB/BHE                     | 10.631        | 8,2           | 10.802         | 8,5            |
| Waldemar Feldes            | DP                         | 7.619         | 5,9           | 8.201          | 6,5            |
|                            | BdD                        | –             | –             | 134            | 0,1            |
| Rüdiger von Kunhardt       | DRP                        | 959           | 0,7           | 1.110          | 0,9            |

### Bundestagswahl 1953
| Gegenstand der Nachweisung | Gegenstand der Nachweisung | Erst- stimmen | Erst- stimmen | Zweit- stimmen | Zweit- stimmen |
| Bewerber                   | Partei                     | Anzahl        | %             | Anzahl         | %              |
| -------------------------- | -------------------------- | ------------- | ------------- | -------------- | -------------- |
| Wahlberechtigte            | Wahlberechtigte            | 146.196       | 100,0         | 146.196        | 100,0          |
| Wähler                     | Wähler                     | 124.344       | 85,1          | 124.344        | 85,1           |
| Ungültige Stimmen          | Ungültige Stimmen          | 3.444         | 2,8           | 5.047          | 4,1            |
| Gültige Stimmen            | Gültige Stimmen            | 120.900       | 100,0         | 119.297        | 100,0          |
| davon                      |                            |               |               |                |                |
| Erich Großkopf             | CDU                        | 30.190        | 25,0          | 33.272         | 27,9           |
| Wilhelm Reitz              | SPD                        | 36.952        | 30,6          | 35.915         | 30,1           |
| Karl Gaul                  | FDP                        | 28.321        | 23,4          | 24.104         | 20,2           |
| Walter Preißler            | GB/BHE                     | 13.368        | 11,1          | 12.788         | 10,7           |
| Georg Kirsch               | DP                         | 2.086         | 1,7           | 2.958          | 2,5            |
| Walter Käks                | KPD                        | 1.715         | 1,4           | 1.696          | 1,4            |
| Herbert Mochalski          | GVP                        | 8.268         | 6,8           | 8.564          | 7,2            |

### Bundestagswahl 1949
|                    | Partei            | Anzahl  | %     |
| ------------------ | ----------------- | ------- | ----- |
| Wahlberechtigte    | Wahlberechtigte   | 140.121 | 100,0 |
| Wähler             | Wähler            | 98.182  | 70,1  |
| Ungültige Stimmen  | Ungültige Stimmen | 5.284   | 5,4   |
| Gültige Stimmen    | Gültige Stimmen   | 92.898  | 100,0 |
| davon              |                   |         |       |
| Ludwig Bodenbender | SPD               | 27.430  | 29,5  |
| Berthold Martin    | CDU               | 15.247  | 16,4  |
| Karl Gaul          | FDP               | 27.710  | 29,8  |
| Gerhard Siegel     | KPD               | 5.034   | 5,4   |
| Ludwig Häufler     | Unabhängiger      | 17.477  | 18,8  |